# Jagadenahalli, Malur
Jagadenahalli là một làng thuộc tehsil Malur, huyện Kolar, bang Karnataka, Ấn Độ.